# Verdellino
Verdellino är en ort och kommun i provinsen Bergamo i regionen Lombardiet i Italien. Kommunen hade 7 563 invånare (2018).